# Mohamed Ali (sanger)
Mohamed Ahmad Ali (arabisk: محمد علي, født 7. september 1993) er en dansk sanger. Han bor i Nørresundby. 
Under sin deltagelse i X Factor 2009 var han blandt de to med laveste antal stemmer to gange og var derfor i fare for at ryge ud, men han gik videre begge gange. Dommeren Thomas Blachman mente, at han kunne nå længere end Lucas, som han stod i farezonen med første gang. Ugen efter stod han igen i farezonen denne gang med Sidsel, hvor seerne sendte Mohamed videre til finalen. I finalen fik han færrest sms-stemmer i første runde og måtte se Alien Beat Club og den senere vinder Linda gå videre til anden runde. 
Selvom han endte på en tredjeplads, lykkedes det ham alligevel at få en pladekontrakt med Sony Music.
Mohamed har også været med i Scenen er din i 2007
Han optrådte i maj 2009, som opvarmning for Beyoncé da hun var i Danmark og har også optrådt som opvarmning for Ne-Yo.
Han deltog ved Dansk Melodi Grand Prix 2013, med sangen "Unbreakable". Han var storfavorit ifølge bookmakerne, men efter afstemningen måtte han se sig på andenpladsen, slået af den jævnaldrende Emmelie de Forest.
Den 21. oktober 2013 udkom Mohameds nye single "Sky's The Limit", hvor han nu laver musik i R&B-genren. Om den nye single siger han selv følgende:
"Jeg er gået lidt tilbage til rødderne me R&B-lyden. Det er den musik, jeg er vokset op med. Tidligere har jeg lidt været den, andre gerne ville have jeg skulle være. Men nu er jeg der, hvor jeg gerne selv vil være."

## Sunget og optrådt med Beyoncé
Den 27. maj 2013 optrådte Beyoncé i Forum i København. Forrest stod netop Mohamed Ali, og under nummeret "Halo" rakte Beyoncé mikrofonen ud til Mohamed. Dette blev optaget på video, og har i mellemtiden nået over 1 million visninger på YouTube.  Dette skabte overskrifter i landets aviser, da Beyoncé lod til at være imponeret over hans stemme og sidenhen har taget kontakt til det unge sangtalent. Tidligere har Mohamed også opvarmet for Beyoncé.

## Diskografi

### Album
- 2009: Keep It Simple

### Singler
| År                                                             | Titel                                       | Højeste placering | Certificering      | Album          |
| År                                                             | Titel                                       | DAN               | Certificering      | Album          |
| -------------------------------------------------------------- | ------------------------------------------- | ----------------- | ------------------ | -------------- |
| 2009                                                           | "Rocket"                                    | 12                | - Guld             | Keep It Simple |
| 2009                                                           | "Holla!"                                    | —                 |                    | Keep It Simple |
| 2009                                                           | "All About Love" (Anna David & Mohamed Ali) | —                 |                    |                |
| 2012                                                           | "Ser dig"                                   | —                 |                    |                |
| 2012                                                           | "Den du er"                                 | —                 |                    |                |
| 2013                                                           | "Unbreakable"                               | 4                 | - Guld (streaming) |                |
| 2013                                                           | "Sky's The Limit"                           | —                 |                    |                |
| "—" marker en udgivelse der ikke opnåede en hitlisteplacering. |                                             |                   |                    |                |